# Revue d'histoire de la pharmacie
La Revue d'histoire de la pharmacie, fondée en 1913, est une revue française d'histoire des sciences et techniques pharmaceutiques.

## Histoire
La Revue d'histoire de la pharmacie fut fondée en 1913 par  Eugène-Humbert Guitard (1884-1976). Il s'agit de la plus ancienne revue mondiale consacrée à la pharmacie et à son histoire. A sa création, elle portait le nom de Bulletin de la Société d'histoire de la pharmacie. Elle devint entretemps, en 1930, la Revue d'histoire de la pharmacie. Sa publication est trimestrielle et les numéros sont accessibles à tous sur le site Persée, 3 ans après leur parution (les trois dernières années existant uniquement en version papier et sur abonnement).
La Revue est éditée par la Société d'histoire de la pharmacie, association fondée elle aussi en 1913 et reconnue d'utilité publique. Elle siège à la Faculté de pharmacie de Paris au 4 avenue de l'Observatoire.